# Sofoco (libro)
Sofoco es un libro de cuentos de la autora colombiana Laura Ortiz Gómez. El libro incluye nueve cuentos en los que el imaginario popular se encuentra con la expresión literaria. Este es el primer libro de cuentos que publica la autora, y sus cuentos llevan a los lectores por diferentes paisajes rurales de Colombia y ofrecen una perspectiva desconocida para muchos acerca de la naturaleza, la animalidad, la violencia y la cultura popular.
Sus personajes sobreviven al calor, al ahogo, a las dificultades y a la vida misma. Son “Seres que se ven atrapados en historias conmovedoras, dolorosas y terribles, que buscan encontrar respuestas al absurdo que las rodea. Extenuados. Sofocados.” Entre ellas se encuentra Marlenys Martínez que es la única mujer que no duerme la siesta en Ciénaga de Oro, en el cuento «La cajita de Avon» o Mara cuya boca sabe a agua de coco en el cuento «El corazón del señorito».

## Recepción
Según Diego Marteryn, sus “frases, personajes y tramas arrastran consigo una elegancia sucia, como si el texto rechazara la belleza inodora de lo perfecto y absorbiera otra, más cruda, de rugosidad mordiente, ligada al calor de la vida animal”  aspectos que describen las paradojas de la realidad colombiana, sus múltiples territorios y violencias.
Según el jurado del Premio Nacional de Narrativa Elisa Mújica “Los relatos parecen estar estructurados bajo el ritmo de una respiración que aspira y se llena de aire, vida y frescura en cuentos como «El último pibe Valderrama» y se ahogan o dejan de respirar a causa de un llanto o un dolor como en el relato «Un toro bien bonito»”.  Como resultado del premio la obra fue publicada en 2021 por Laguna Libros y su lanzamiento fue el 22 de abril del mismo año en un conversatorio virtual.

## Reconocimientos
En 2020 esta obra fue ganadora del Premio Nacional de Narrativa Elisa Mújica en Colombia. Un jurado conformado por Nubia Macías, Claudia Ulloa y Giuseppe Caputo afirmó: “ con un realismo lírico y sensorial, presenta una voz potente, de gran fuera poética y narrativa, con una mirada original a la tierra, a la memoria, a la naturaleza, a la violencia”